# 6 (chiffre)
Chiffre six, 6
Ne doit pas être confondu avec le nombre six
Pour les articles homonymes, voir Six (homonymie).
Pour l'année 6 du calendrier julien, voir 6.
Le six, symbolisé  « 6 », est un chiffre arabe, utilisé notamment pour signifier le nombre six.

Le terme « chiffre » désigne ici le signe scriptural utilisé pour écrire des nombres ou des numéros. Le terme « nombre » se réfère, quant à lui, à l’objet mathématique en tant que quantité et aux concepts qui s’y rapportent.
Avec les autres chiffres arabes, il est utilisé par le monde occidental et le reste du monde pour l'écriture des nombres (notamment dans le cadre du système de numération indo-arabe), ainsi que pour la plupart des systèmes de numérotation. Dans le langage des signes, le chiffre six formant le chiffre neuf est utilisé pour dire oui.

## Évolution du glyphe
L'évolution de notre glyphe moderne pour 6 apparaît plutôt simple comparée aux autres nombres. Notre 6 moderne peut être remonté aux Brahmanes hindous, qui l'écrivaient en une boucle comme le e minuscule cursif tourné à 45° dans le sens horaire. Graduellement, la partie supérieure de la boucle (au-dessous du trait central) devint plus incurvée, tandis que la basse de la boucle (sous le trait central) devenait plus droite. Les Arabes occidentaux, dans les chiffres dits ghûbar, enlevèrent la partie de la boucle sous le trait. À partir de là, l'évolution européenne vers notre 6 moderne a été très droite et très proche d'un glyphe qui ressemblait plus à une majuscule G.

## Affichage à sept segments
Voici le « 6 » dans un affichage à sept segments, utilisé notamment sur certains écrans de visualisation :

Affichage du « 6 ».